# 전진서
전진서(全眞㥠, 2006년 5월 28일 ~ )는 대한민국의 배우이다.

## 학력
- 원곡중학교 (졸업)
- 서울공연예술고등학교 연극영화과 (졸업)
- 중앙대학교 예술대학 – 공연영상창작학부 연극전공 (재학)

## 출연작

### 드라마
- 2012년 SBS 아침연속극 《너라서 좋아》 ... 서태양 역
- 2012년 MBC 일일연속극 《그대 없인 못살아》 ... 어린 김치도 역 (도지한 아역)
- 2013년 KBS2 단막극 《KBS 드라마 스페셜 - 불침번을 서라》 ... 강태지 역
- 2013년 MBC 단막극 《드라마 페스티벌 - 나 엄마 할머니 안나》 ... 소년 역
- 2013년 MBC 단막극 《드라마 페스티벌 - 아프리카에서 살아남는 법》
- 2013년 SBS 드라마 스페셜 《상속자들》 ... 어린 김탄 역 (정찬우, 이민호 아역)
- 2013년 SBS 드라마 스페셜 《주군의 태양》 ... 인형 속에 있는 귀신 역
- 2013년 MBC 일일연속사극 《제왕의 딸 수백향》 ... 어린 명농 역 (조현재 아역)
- 2013년 SBS 월화드라마 《따뜻한 말 한마디》 ... 혜준 역
- 2013년~2014년 SBS 드라마 스페셜 《별에서 온 그대》 ... 어린 천윤재 역 (안재현 아역)
- 2014년 TV조선 주말 드라마 스페셜 《백년의 신부》 ... 어린 최강주 역 (이홍기 아역)
- 2014년 SBS 아침연속극 《청담동 스캔들》 ... 어린 장서준 역 (이중문 아역)
- 2014년 MBC 주말 특별기획 드라마 《마마》 ... 현수 역
- 2014년 OCN 토일 드라마 《나쁜 녀석들》 ... 김영준 역
- 2014년 KBS2 단막극 《KBS 드라마 스페셜 - 그 여름의 끝》 ... 초록 역
- 2015년 SBS 특집 드라마 《내일을 향해 뛰어라》 ... 한사오 역
- 2015년 MBC 월화드라마 《화정》 ... 영창대군 역
- 2015년 SBS 드라마 스페셜 《가면》 ... 어린 최민우 역 (주지훈 아역)
- 2015년 MBC 주말 특별기획 《내 딸, 금사월》 ... 어린 강찬빈 역 (윤현민 아역)
- 2015년~2016년 SBS 창사 25주년 특별기획 《육룡이 나르샤》 ... 은호 역
- 2016년 MBC 주말 드라마 《가화만사성》 ... 서영우 역
- 2016년 tvN 불금불토스페셜 《신데렐라와 네명의 기사》 ... 어린 강현민 역 (안재현 아역)
- 2016년 SBS 드라마 스페셜 《푸른 바다의 전설》 ... 어린 김담령, 허준재 역 (이민호 아역)
- 2017년 MBC 주말 특별기획 《도둑놈, 도둑님》 ... 어린 이윤호 역 (한은성 아역)
- 2017년 SBS 월화드라마 《엽기적인 그녀》 ... 어린 견우 역 (주원 아역)
- 2017년 SBS 드라마 스페셜 《다시 만난 세계》 ... 어린 성해철 역 (곽동연 아역)
- 2017년 JTBC 웹드라마 《마술학교》 ... 어린 이성 역 (강윤제 아역)
- 2017년 OCN 주말 드라마 《블랙》 ... 어린 레오 (김우식) 역 (김재영 아역)
- 2018년 TV조선 토일드라마 《대군 - 사랑을 그리다》 ... 어린 이휘 역 (윤시윤 아역)
- 2018년 tvN 토일 드라마 《미스터 션샤인》 ... 소년 유진 초이 역 (이병헌 아역)
- 2019년 MBN 수목 드라마 《우아한 가》 ... 모서진 역
- 2019년 KBS2 월화드라마 《조선로코 - 녹두전》 ... 어린 차율무 역 (강태오 아역)
- 2020년 JTBC 금토 드라마 《부부의 세계》 ... 이준영 역
- 2020년 청소년 웹드라마 《인어공주 속 돌고래》 ... 유준서 역
- 2024년 《BEGINS ≠ YOUTH》 ... 전제하[1]
- 2025년 tvN 토일 드라마 《서초동》 ... 문찬영 역

### 영화
- 2018년 《인랑》 ... 이윤희 동생 역

### 연극
| 연도   | 제목                   | 역할          | 장소          |
| ------ | ---------------------- | ------------- | ------------- |
| 2022년 | 사랑이라는 가정의 궤도 | A•맷          | 서공예 아트홀 |
| 2023년 | 구(舊)                 | 의사 / 연습생 | 서공예 아트홀 |

### 광고
- 굽네치킨
- 아이사랑카드
- 일동제약
- 아시아나 항공

## 논란

### SNS 욕설 논란
당시 부부의 세계에서 이준영 역을 맡아 촬영을 진행하던 전진서는 자신의 페이스북에서 "여자 다 꺼지세요"라는 문구를 담은 그림을 올린 뒤 댓글에서 "XX년아", "꺼지셈", "여친이 싫어함" 등의 댓글을 작성하였고 이 사건이 논란이 되었다.
물론 이는 흔한 급우들끼리 욕설을 주고받는 정도라서 미성년자임에도 음주과 흡연을 한 정준원의 경우에 비해서는 왜 논란이 되는 지 의문이라는 여론이 많은 편이다.
이에 따라 소속사 티원엔터테인먼트는 2020년 5월 11일 “최근 전진서군이 과거 개인 SNS에 올린 그림과 친구와의 대화 중 부적절한 언어사용으로 인해 불쾌감을 드려 진심으로 죄송한 마음을 담아 사과 말씀드린다. 해당 게시글은 전진서군이 작년 중학교에 입학 후 보호자에게 이성교제 금지를 받은 뒤 당시 또래에서 ‘여친 있음’, ‘연애 안함’ 등의 표현으로 쓰이던 그림을 첨부하여 게시한 것이며 논란이 되고 있는 사진은 친구들 사이에 유행하는 사진을 전달받아 올렸을 뿐 비록 악의는 없었다하나 본인의 신중치 못한 행동으로 많은 분들께 불편을 초래해드린 부분에 대해 배우 스스로 깊이 반성하고 있다"라며 “15세가 된 어린 배우의 미숙함을 악의적 의미로 재해석하지 말아달라"라고 밝혔다. 또한 전진서의 SNS 계정은 삭제조치되었다.
무엇보다, 이후 전진서 본인이 유 퀴즈 온 더 블럭 출연분에서 스스로 잘못했다고 생각하고 받아들였다며 해당 논란에 대한 사과를 했다.